# Mauro Lustrinelli
Mauro Lustrinelli (* 26. února 1976) je bývalý švýcarský (má však i italský pas) fotbalový útočník a reprezentant. Působil i v trenérské funkci ve švýcarském klubu FC Thun.
Je to jeden z mála profesionálních fotbalistů, který dokázal vystudovat vysokou školu. Vystudoval ekonomii. V červenci 2006 se oženil po dvanáctileté známosti s přítelkyní Cristinou.

## Klubová kariéra
S profesionálním fotbalem začal v klubu AC Bellinzona, kde působil mezi lety 1994 a 2001. Tam získal přezdívku „Lustrigol“. Potom přestoupil do týmu FC Wil 1900, kterému pomohl k postupu, a další sezónu nastřílel 14 gólů. V sezóně 2003/04 Wil bojoval o záchranu a Lustrinelli přestoupil do švýcarského klubu FC Thun. Tam ho čekala úspěšná sezóna, ve které v dresu outsidera nastřílel 20 gólů a pomohl mu k druhému místu v lize a účasti v předkole Ligy mistrů. V létě 2005 dokázal Thun i s přispěním Lustrinelliho gólů senzačně postoupit až do hlavní soutěže Ligy mistrů, kde opět překvapivě končil třetí před pražskou Spartou. Ta ho v únoru 2006 ze švýcarského klubu koupila, hráč podepsal smlouvu na tři roky. Ve Spartě vydržel pouze rok a v lednu 2007 přestoupil do švýcarského Luzernu. 24. dubna 2006 v domácím zápase s Jabloncem vstřelil 11 sekund po začátku utkání nejrychlejší gól historie české ligy. Celkem odehrál ve Spartě 25 ligových utkání a vstřelil 5 gólů. Poté pokračoval v kariéře ve Švýcarsku.

## Reprezentační kariéra
Lustrinelli byl tvrdě pracující hráč, který zachovával chladnou hlavu i před soupeřovou brankou. Ve švýcarské reprezentaci (v A-mužstvu) debutoval 17. srpna 2005 v utkání proti Norsku, které skončilo vítězstvím alpské krajiny 2:0. Dostal se do nominace na mistrovství světa 2006 v Německu. Na mistrovství odehrál ve dvou zápasech pouhých osm minut, ale podařilo se mu přihrát na jeden gól proti Togu. Celkem odehrál v seniorské reprezentaci 12 zápasů, branku nevstřelil.

## Trenérská kariéra
V roce 2012 působil jako asistent trenéra Bernarda Challandese ve švýcarském klubu FC Thun.